# La Loma de Falcon
La Loma de Falcon – jednostka osadnicza w Stanach Zjednoczonych, w stanie Teksas, w hrabstwie Starr.